# 山内継喜
山内 継喜（やまうち つぐよし、1897年（明治30年）1月8日 - 1973年（昭和48年）12月26日）は、日本の内務・警察官僚、政治家。官選山形県知事、陸軍司政長官、初代勝山市長。

## 経歴
福井県大野郡荒土村（現:勝山市荒土町境）で、山内喜一郎の長男として生まれる。第四高等学校を卒業。1920年10月、高等試験行政科試験に合格。1921年、東京帝国大学法学部政治学科を卒業。内務省に入省し青森県属となる。
1923年、警視庁警視となる。以後、板橋警察署長、大塚警察署長、本富士警察署長、警視庁監察官、台湾総督府事務官、青森県書記官・警察部長、岐阜県書記官・警察部長、山口県書記官・警察部長、宮城県書記官・警察部長、京都府書記官・警察部長、愛知県書記官・総務部長などを歴任。
1940年8月24日、山形県知事（「山形県知事一覧」参照）に就任。戦時体制の整備に尽力。1942年7月7日、陸軍司政長官に発令され、同年8月15日、第16軍軍政監部付・ジョグジャカルタ侯地事務局長官に就任。1944年12月29日、スマラン州知事に転任し、1945年10月13日まで在任した。
戦後に公職追放となる。1954年9月に勝山市が発足し、同年10月15日初代市長に就任。1958年10月に再選され市長を二期務めた。1956年、勝山市が財政再建団体の指定を受け、財政の健全化に尽力。雁が原スキー場の開設など観光資源の開発を進めた。その他、勝山市立北部中学校の開校、消防本部・消防署の設置、伊勢湾台風・第2室戸台風被害の復旧などに取り組んだ。1962年10月14日、任期満了で市長を退任。

## 人物
趣味は碁、庭球。宗教は真宗。住所は福井県勝山市下元禄、東京都中野区氷川町。

## 家族・親族
山内家
- 父・喜一郎（1875年 - ?）[4]
- 母・ひさ（1878年 - ?）[4]
- 妻・和子（1903年 - ?、広島、青盛喜一郎の三女）[2]
- 長男[2]
- 二男[2]
- 二女[2]
- 三女[2]

親戚
- 妻の父・青盛喜一郎（広島県多額納税者、石油和洋紙卸商、地主・家主）
- 妻の叔父・青盛常太郎（広島県多額納税者、家主）
- 妻の姉の夫・野村直邦（海軍大将）